# Sture Stenström
Sture Stenström, född 15 maj 1939, är en svensk jurist som var lagman i Gotlands tingsrätt från 1990 till 2006.
Stenström utnämndes 9 mars 1978 till rådman i Huddinge tingsrätt. Han utnämndes till lagman i Gotlands tingsrätt 30 augusti 1990.